# Palaeosynthemis
Genre
Palaeosynthemis est un genre de libellules de la famille des Synthemistidae (sous-ordre des Anisoptères, ordre des Odonates).

## Systématique
Le genre Palaeosynthemis a été créé en 1903 par le zoologiste et botaniste allemand Friedrich Förster (d) (1865–1918).

## Liste d'espèces
Selon BioLib (2 mai 2022) :
- Palaeosynthemis alecto (Lieftinck, 1953)
- Palaeosynthemis cervula (Lieftinck, 1938)
- Palaeosynthemis cyrene (Lieftinck, 1953)
- Palaeosynthemis elegans Theischinger & Richards, 2013
- Palaeosynthemis evelynae (Lieftinck, 1953)
- Palaeosynthemis feronia (Lieftinck, 1938)
- Palaeosynthemis gracilenta (Lieftinck, 1935)
- Palaeosynthemis kimminsi (Lieftinck, 1953)
- Palaeosynthemis nigrostigma Theischinger & Richards, 2014
- Palaeosynthemis opaca Theischinger & Richards, 2016
- Palaeosynthemis papilio Theischinger & Richards, 2020
- Palaeosynthemis primigenia (Förster, 1903)
- Palaeosynthemis wollastoni (Campion, 1915)

## Publication originale
- (de) F. Förster, « Odonaten aus Neu-Guinea III », Annales Historico-Naturales Musei Nationalis Hungarici, Budapest, Musée national hongrois, vol. 1,‎ 1903, p. 509-554 (ISSN 0521-4726, 0521-4726 et 2786-1368, lire en ligne).